# USNS Comfort (T-AH-20)
USNS Comfort (T-AH-20) je nemocniční loď amerického námořnictva třídy Mercy. Na lodi slouží přes tisíc zdravotníků. Je v ní k dispozici 12 operačních sálů, 1000 lůžek, 80 míst na jednotkách intenzivní péče, zubní a oční klinika nebo izolace pro infekční pacienty. Má samostatný systém na odsolování mořské vody i zařízení na výrobu kyslíku. Disponuje heliportem a stabilizační technologií, která umožňuje provádění operací i při velkých vlnách.
Loď nepřeváží žádné útočné zbraně a útok na ni by byl posuzován jako válečný zločin.

## Historie

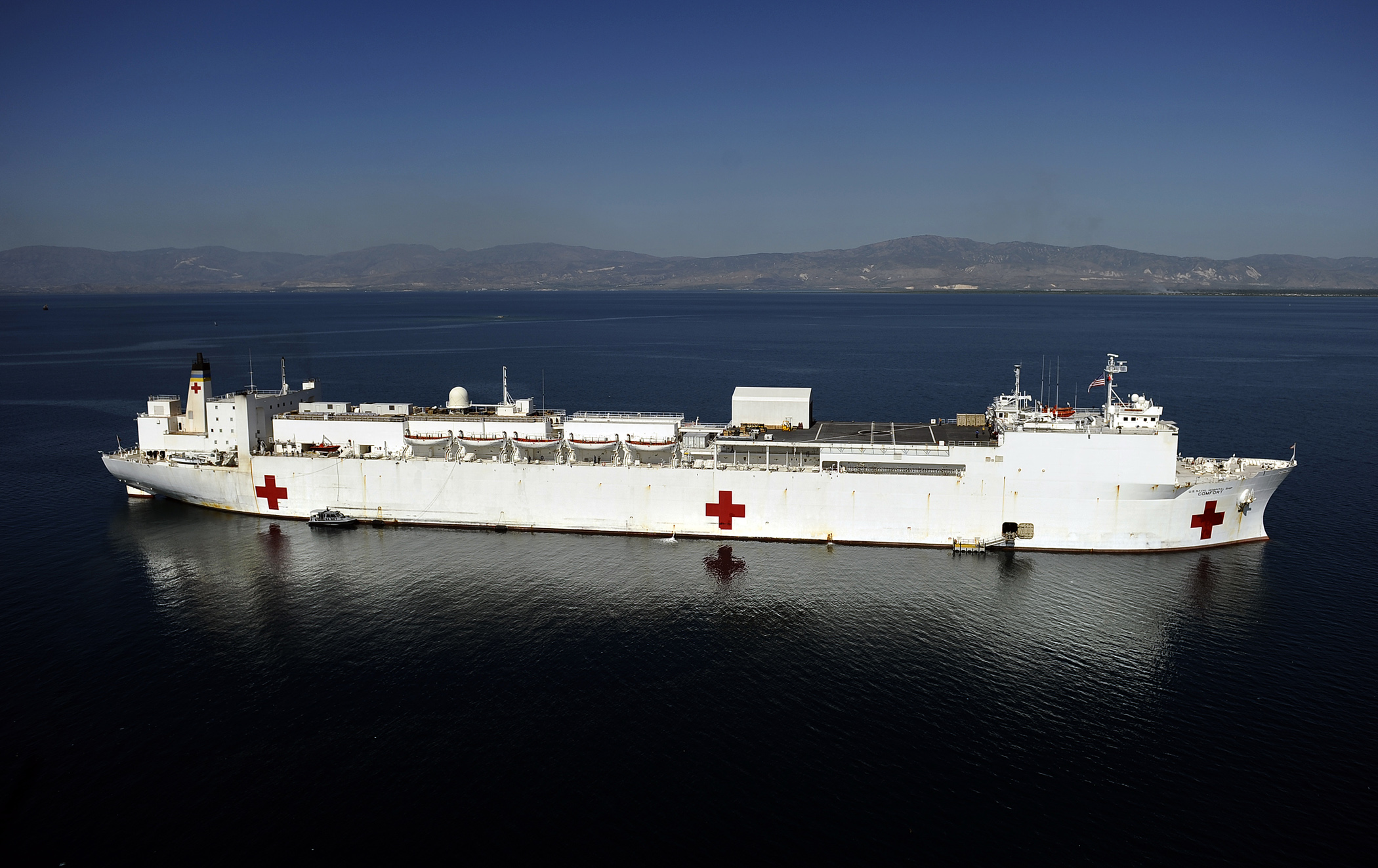
Comfort

Comfort byla postavena v roce 1976 jako supertanker SS Rose City. Byla určena k převozu ropy z Aljašky. V této roli fungovala do konce roku 1987. Poté změnila jméno na Comfort a byla přebudována na nemocniční loď.

## Příklady nasazení

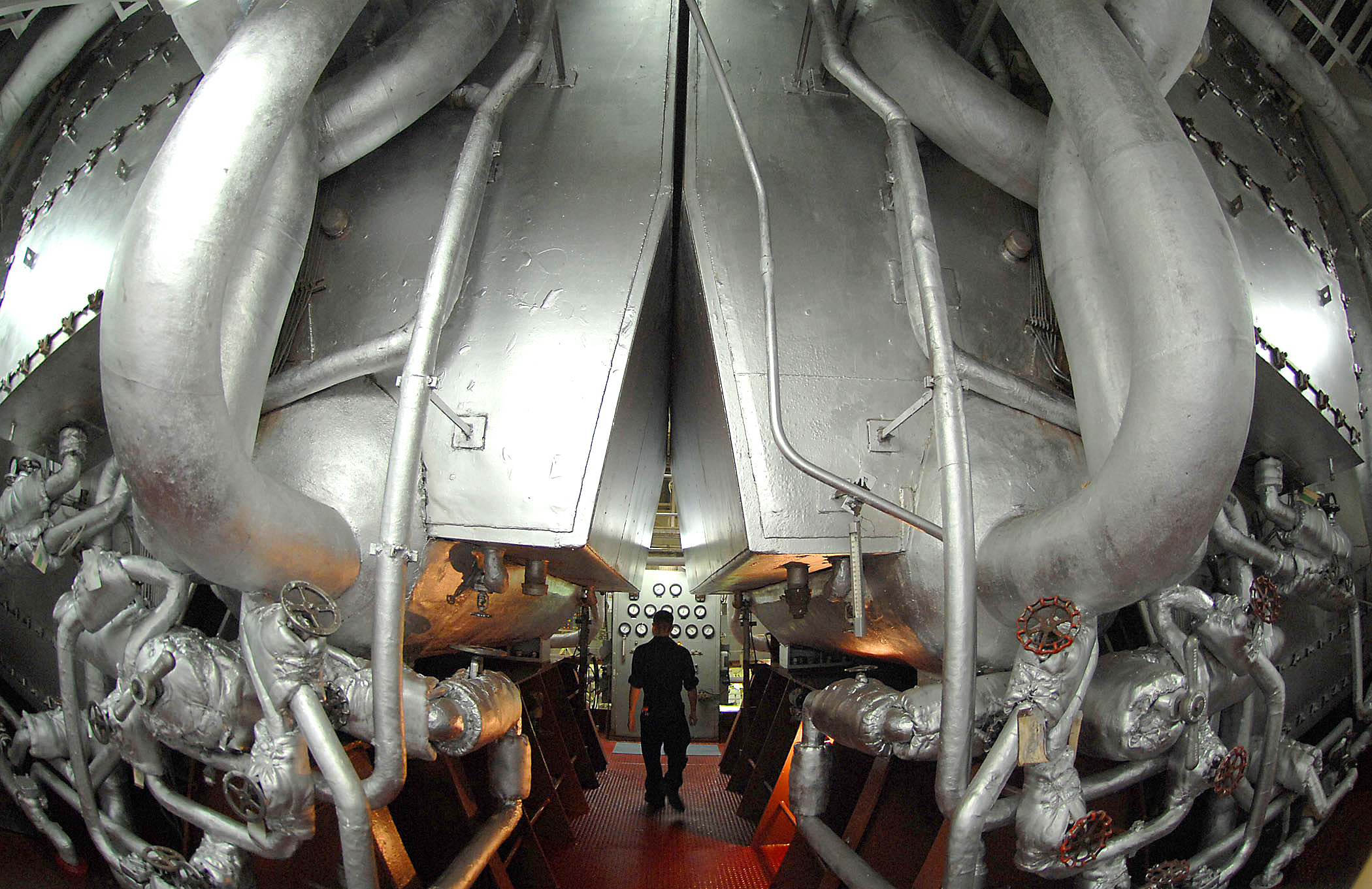
Strojovna lodi

- 1990–1991, Válka v Zálivu, zakotvena u pobřeží Saúdské Arábie v blízkosti Kuvajtu
- 2001, Teroristické útoky 11. září 2001, Manhattan, New York
- 2003, Válka v Iráku, Perský záliv
- 2005, Hurikán Katrina, u pobřeží Mississippi a Louisiany, USA
- 2010, Zemětřesení na Haiti
- 2017, Hurikán Maria, Portoriko
- 2020, Pandemie covidu-19 ve státě New York, přístav New York, USA